# آدام بائومن
آدام بائومن (لهستانی: Adam Baumann؛ ‏ ۲۷ مارس ۱۹۴۸ – ۶ سپتامبر ۲۰۲۱) بازیگر اهل لهستان بود.
از فیلم‌ها یا مجموعه‌های تلویزیونی که وی در آن‌ها نقش داشته‌است، می‌توان به قمار فوتبال، مرگ همچون یک تکه نان، عملیات هیملر، مرگ یک رئیس‌جمهور، نبرد مقدس، بازیافت، در خوشی و سختی، مقدرشده برای بلوز و کارآگاهان جنایی اشاره نمود.